# Gonna Fly Now
«Gonna Fly Now» (с англ. — «Взмою ввысь я») — песня из фильма «Рокки», возглавившая американский национальный хит-парад в 1977 году.

## О песне
Песня написана на музыку Билла Конти и слова Кэрол Коннорс и Айн Роббинс. Исполнителями стали Деэтт Уэст и Нельсон Пигфорд. Композиция звучала в эпизоде, где показывались ежедневные тренировки главного героя Рокки Бальбоа, который бежал по каменным ступеням на входе в музей искусств в Филадельфии, поднимая руки в позе победителя.
Песня была номинирована на получение премии «Оскар» в номинации «Лучшая оригинальная песня». Версия из фильма, исполненная Конти с оркестром, возглавила хит-парад в 1977 году, а версия джазового трубача Мейнарда Фергюсона попала в топ-30 лучших песен. Billboard поместил версию Конти на 21 позицию в рейтинге 1977 года. Сингл Конти получил золотой сертификат RIAA с более чем миллионом проданных копий. Американский институт киноискусства поставил песню на 58-е место в списке 100 песен столетия.
Песня или инструментальная обработка часто используется в качестве звукового оформления эпизодов, где главный герой вынужден упорно тренироваться, чтобы победить противника, часто во время монтажного перехода. Американский политик и бывший вице-президент Уолтер Мондейл использовал «Gonna Fly Now» в качестве предвыборной песни в 1984 году. Песня часто звучит на спортивных мероприятиях, особенно в Филадельфии.
Также песня была хорошо известна и за пределами США, в частности, в СССР — в 1982 году инструментальный ансамбль «Мелодия» выпустил долгоиграющую пластинку «Популярная зарубежная мозаика», на которой были представлены инструментальные версии популярных песен иностранных музыкантов; среди них был и кавер на «Gonna Fly Now», аранжированный руководителем ансамбля Георгием Гараняном (на русский язык название композиции переведено дословно как «Летим сейчас»).

## Исполнители
- Деэтт Уэст — вокал
- Нельсон Пигфорд — вокал
- Джонни Герин — барабаны[3]
- Макс Беннет — бас[3]
- Денис Будимир — гитара[3]
- Майк Мелвоин — пианино[3]

## Места в хит-парадах
| Год                                | Чарт (1977)                     | Наивысшая позиция |
| ---------------------------------- | ------------------------------- | ----------------- |
| 1977                               |                                 |                   |
| Австралия (KMR)                    | 13                              |                   |
| Canadian RPM Top Singles           | 8                               |                   |
| Новая Зеландия (Recorded Music NZ) | 22                              |                   |
| США (Billboard Hot 100)            | 1                               |                   |
| US Billboard Adult Contemporary    | 20                              |                   |
| 2007                               | US Hot Ringtones (Billboard)    | 19                |
| 2007                               | Великобритания (OCC UK Singles) | 52                |

| Чарты (1977)         | Позиция |
| -------------------- | ------- |
| Австралия            | 67      |
| Канада               | 82      |
| US Billboard Hot 100 | 21      |